# Kancab
Kancab es una localidad del municipio de Tekax, estado de Yucatán, en México. 

## Toponimia
El nombre (Kancab) proviene del idioma maya, también se escribiría K'ankab, que significa tierra bermeja o amarilla.